# بلیزدیل (آریزونا)
بلیزدیل (به انگلیسی: Blaisdell) یک منطقهٔ مسکونی در ایالات متحده آمریکا است که در آریزونا واقع شده‌است. بلیزدیل ۵۵ متر بالاتر از سطح دریا واقع شده‌است.